# گرگ سیسیل
گرگ سیسیل (نام علمی: Canis lupus cristaldii) نام یک زیرگونه منقرض‌شده از گونه گرگ است.